# Vîhraiiv, Korsun-Șevcenkivskîi
Vîhraiiv (în ucraineană Виграїв) este o comună în raionul Korsun-Șevcenkivskîi, regiunea Cerkasî, Ucraina, formată numai din satul de reședință.

## Demografie
Componența lingvistică a comunei Vîhraiiv
     Ucraineană (98,05%)
     Rusă (1,14%)
     Alte limbi (0,81%)
Conform recensământului din 2001, majoritatea populației comunei Vîhraiiv era vorbitoare de ucraineană (98,05%), existând în minoritate și vorbitori de rusă (1,14%).